# Poceaievîci, Drohobîci
Poceaievîci (în ucraineană Почаєвичі) este o comună în raionul Drohobîci, regiunea Liov, Ucraina, formată numai din satul de reședință.

## Demografie
Componența lingvistică a comunei Poceaievîci
     Ucraineană (99,6%)
     Alte limbi (0,4%)
Conform recensământului din 2001, majoritatea populației comunei Poceaievîci era vorbitoare de ucraineană (99,6%), existând în minoritate și vorbitori de alte limbi.